# Ciałka Ruffiniego

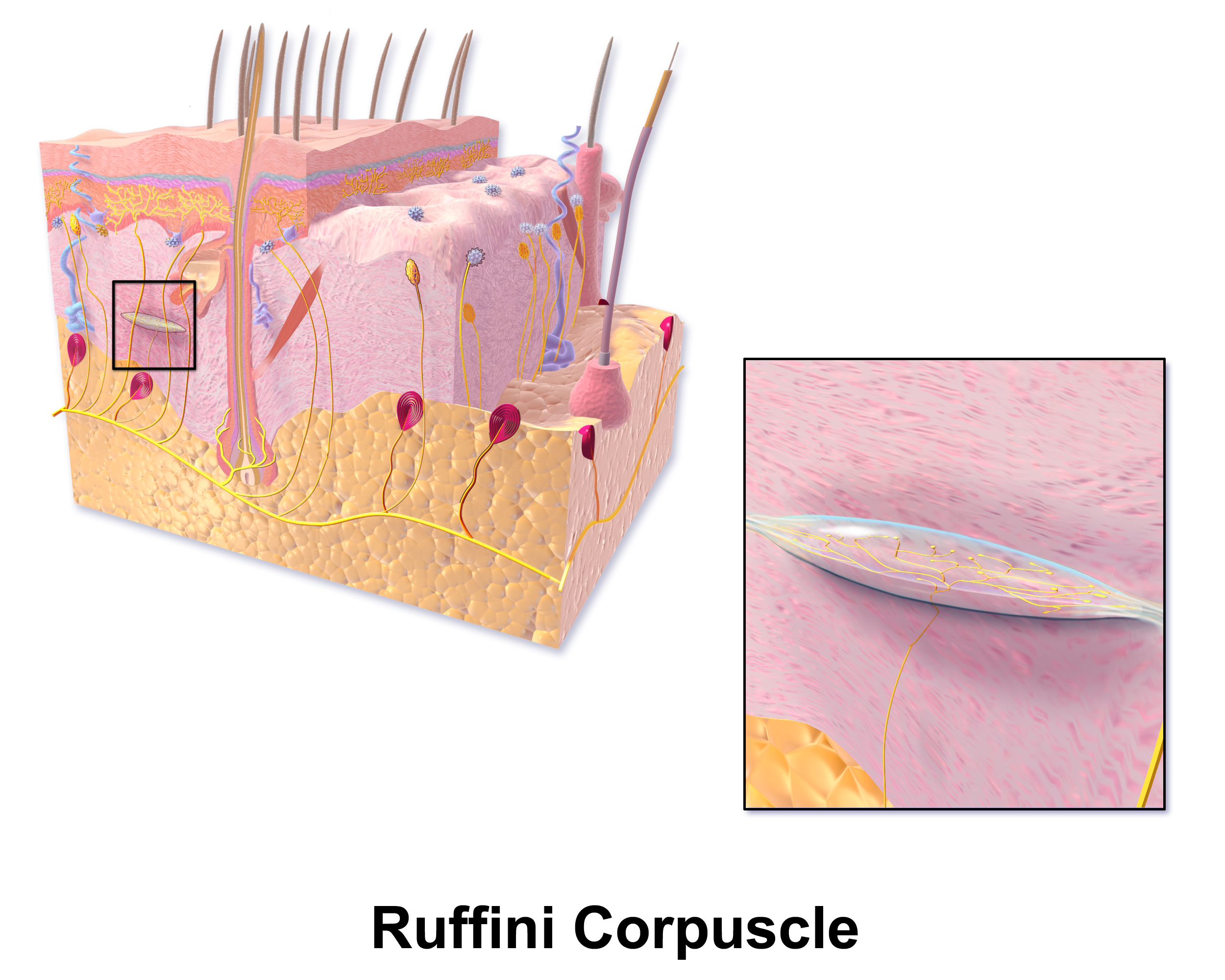
Ciałko Ruffiniego

Ciałka Ruffiniego – rodzaj wolnoadaptujących mechanoreceptorów, występujących u ludzi w skórze nieowłosionej i tkance podskórnej. Jako pierwszy opisał je włoski histolog i anatom Angelo Ruffini.